# 所澤保孝
所澤 保孝（ところざわ やすたか、1945年 - ）は、日本の教育学者。学校法人平和学園（アレセイア湘南中学校・高等学校）理事長。
関東学院大学名誉教授。カリフォルニア大学ロサンゼルス校Ph.D.（教育学博士）。

## 略歴
- 神奈川県小田原市生まれ。神奈川県立小田原高等学校卒。
- 1973年 カリフォルニア州立大学ロングビーチ校教育学部大学院修了。
- 1977年 カリフォルニア大学ロサンゼルス校（UCLA）教育学大学院比較国際教育学博士課程単位取得。
- 1992年 関東学院大学法学部法律学科　教授（教育法学）。
- 1995年 関東学院六浦小学校　校長（教授兼任）。学校法人関東学院　理事。
- 1996年 カリフォルニア大学ロサンゼルス校（UCLA）Ph.D.（教育学）。
- 2001年 関東学院女子短期大学　教授、 関東学院野庭幼稚園　園長、関東学院六浦幼稚園　園長（教授兼任）。
- 2002年 関東学院大学人間環境学部（現 教育学部）人間発達学科　教授 。
- 2006年 関東学院大学人間環境学部（現 教育学部）人間発達学科　学科長 。
- 2009年 学校法人平和学園　理事 。
- 2014年　ＮＰＯ法人　日本子供のための委員会　理事長 。
- 2015年 関東学院大学人間環境学部（現 教育学部）人間発達学科　定年退職。
- 2015年 関東学院大学　名誉教授。
- 2016年 学校法人平和学園（アレセイア湘南中学校・高等学校）学園長。
- 2018年 学校法人平和学園（アレセイア湘南中学校・高等学校）理事長。

## 著書
- アメリカにおける日本人子女の教育 『日本人の国際化-地球市民の条件を探る』、日本経済新聞社。
- 『国際理解教育のためのキーワード』（共著）有斐閣 。
- "The Effects of the Fulbright Graduate Study Program: Its Personal and Social Meanings in Post-war Japan" UMI, Ann Arbor, Michigan, USA.

## 所属
- 日本比較教育学会正会員
- 異文化間教育学会正会員
- 日本教師教育学会創立会員
- 日本教育工学会正会員
- 日本教育法学会正会員
- 日本教育行政学会正会員
- 日本教育学会正会員
- NPO法人 日本子どものための委員会 理事